# Антим Димотишки
Антим (на гръцки: Άνθιμος, Антимос) е гръцки духовник, митрополит на Вселенската патриаршия.

## Биография
През август 1809 година е избран и по-късно е ръкоположен за дебърски митрополит. През октомври 1814 година е избран за димотишки митрополит. През март 1821 г. е избран за доростолски и браилски митрополит. През юли 1836 година напуска епархията си и през ноември същата година подава оставка. Установява се в Измаил, Бесарабия, където умира на 16 декември 1836 година.